# Twardogóra
Twardogóra è un comune urbano-rurale polacco del distretto di Oleśnica, nel voivodato della Bassa Slesia.
Ricopre una superficie di 167,99 km² e nel 2006 contava 12 879 abitanti.

## Geografia antropica

### Frazioni
Il territorio comunale comprende le seguenti frazioni rurali o sołectwo: Będzin, Brodowce, Brzezina, Bukowinka, Chełstów, Chełstówek, Cztery Chałupy, Czwórka, Dąbrowa, Domasławice, Drągów, Drągówek, Drogoszowice, Droździęcin, Gola Mała, Gola Wielka, Goszcz, Grabek, Grabowno Małe, Grabowno Wielkie, Jezioro, Kolonia, Kuźnia Goszczańska, Kuźnica Goszczańska, Łazisko, Lorki-Kolonia, Moszyce, Nowa Wieś Goszczańska, Olszówka, Pajęczak, Poręby, Pustkowie, Sądrożyce, Sosnówka, Świniary, Szczodrak, Troska, Trzy Chałupy, Wesółka e Zakrzów.